# Palmafoss Station
Palmafoss Station (Palmafoss stoppested) er en tidligere jernbanestation på Hardangerbanen, der ligger i Voss kommune i Norge.
Stationen åbnede som holdeplads 1. april 1935, da banen blev taget i brug. Den blev nedgraderet til trinbræt 1. august 1958. Persontrafikken på banen blev indstillet 1. juli 1985, og 1. marts 1988 blev strækningen mellem Palmafoss og Granvin nedlagt. De nordligste 3,4 km fra Voss på Bergensbanen overlevede dog som sidespor for godstrafik.
I 2016 blev den tidligere station ombygget, da der blev etableret en beredskabsterminal. Hvis Bergensbanen af en eller anden grund skulle blive spærret, vil det være muligt at omlæsse gods mellem godstog og lastbiler her. Ombygningen omfattede etablering af en læssevej til tunge køretøjer, en ny hal til erstatning for to gamle og en total fornyelse af banen fra Voss.
Stationsbygningen blev opført i 1935 efter tegninger af NSB Arkitektkontor.